# Léon Gambey
Léon Gambey (1883-1914) est un peintre, dessinateur et illustrateur français de la Belle Époque, méconnu du fait de sa brève carrière.

## Biographie

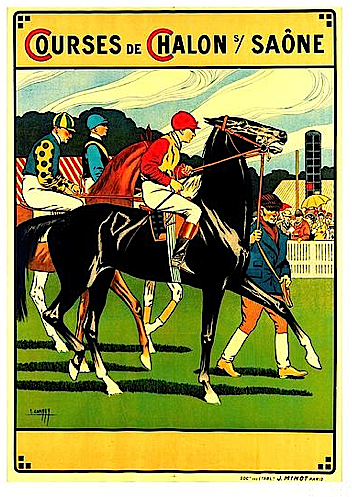
Courses de Chalon-sur-Saône, affiche lithographiée (Minot, Paris, 1911).

Il est né Léon Valentin Gambey le 4 mars 1883 à Chalon-sur-Saône, fils de Joseph Gambey et Marie-Françoise Jeandet,.
Vers 1900, il monte à Paris et s'inscrit à l'école Guérin de la rue Vavin dans la classe d'Eugène Grasset, puis enchaîne avec l'Académie Colarossi, où il est élève du sculpteur Emmanuel Frémiet, devenu un vieux maître respecté, qui emmène ses apprentis au Jardin des plantes pour s'exercer au dessin sur animaux vivants.
Il produit des carnets de croquis et est vite repéré par Luc-Olivier Merson. Il reste en contact avec sa ville natale où il produit de nombreuses illustrations (affiches, revues, livres). Il participe à la Collection des cent. Son œuvre graphique la plus connue est l'affiche Courses Chalon-sur-Saône datant de 1911, d'une grande variété de tons.
Il possédait un atelier parisien rue Mizon. 
Sa carrière est interrompue par la mobilisation lors du déclenchement de la Première Guerre mondiale, où il intègre comme sergent le 53e régiment d'infanterie : le 1er décembre 1914, il est tué à Mécrin sur le front du bois d’Ailly, au sud de Saint-Mihiel le 17 décembre 1914. Il reçoit la médaille militaire à titre posthume (Décret du 10 octobre 1918).
Il repose au cimetière de Verdun-sur-le-Doubs, commune d'origine de sa mère.

## Œuvre
On trouve des dessins, des aquarelles et des huiles sur toile de Gambey ayant pour thème l'imagerie des armées napoléoniennes et leurs uniformes, des portraits de Niçois et d'Orientaux en habits traditionnels, des paysages urbains provençaux, des cavaliers avec leurs montures, ainsi que des lithographies (affiches, menus, chromos).
Une partie est conservée au musée Vivant-Denon (Chalon-sur-Saône).